# Stimmkreis Dachau
Der Stimmkreis Dachau (Stimmkreis 113 seit der Landtagswahl 2018) ist ein Stimmkreis in Oberbayern. Er umfasst den Landkreis Dachau.

## Landtagswahl 2023
Zur Landtagswahl 2023 traten folgende Parteien und Direktkandidaten im Stimmkreis Dachau an und erzielten folgende Ergebnisse:
| Nr. | Direktkandidat     | Partei           | Erststimmen in % | Gesamtstimmen in % | Veränderung der Gesamtstimmen im Vergleich zur Landtagswahl 2018 in % |
| --- | ------------------ | ---------------- | ---------------- | ------------------ | --------------------------------------------------------------------- |
| 1   | Bernhard Seidenath | CSU              | 35,5             | 37,7               | + 1,9                                                                 |
| 2   | Martin Modlinger   | GRÜNE            | 14,0             | 14,6               | - 2,5                                                                 |
| 3   | Johann Groß        | Freie Wähler     | 18,6             | 16,9               | + 3,5                                                                 |
| 4   | Jürgen Henritzi    | AfD              | 11,6             | 11,7               | + 2,6                                                                 |
| 5   | Hubert Böck        | SPD              | 8,8              | 8,0                | - 2,6                                                                 |
| 6   | Frank Sommerfeld   | FDP              | 3,4              | 3,2                | - 2,2                                                                 |
| 7   | Sebastian Felsner  | LINKE            | 1,0              | 1,0                | - 1,2                                                                 |
| 8   | Michael Graf       | BP               | 1,5              | 1,3                | - 1,1                                                                 |
| 9   | Adrian Heim        | ÖDP              | 1,9              | 1,8                | + 0,1                                                                 |
| 10  | Fabian Handfest    | Die PARTEI       | 0,9              | 0,8                | + 0,6                                                                 |
| 11  | Andreas Zeidler    | Tierschutzpartei | 0,9              | 1,0                | - 0,1                                                                 |
| 12  | Sonja Zacherl      | V-Partei³        | 0,2              | 0,2                | + 0,1                                                                 |
| 13  | -                  | PdH              | -                | 0,1                | + 0,1                                                                 |
| 14  | Michael Briechle   | dieBasis         | 0,7              | 0,8                | + 0,8                                                                 |
| 15  | Samuel Grimm       | Volt             | 0,9              | 0,8                | + 0,8                                                                 |

## Landtagswahl 2018
Im Stimmkreis waren insgesamt 104.705 Einwohner wahlberechtigt. Die Landtagswahl am 14. Oktober 2018 hatte folgendes Ergebnis:
| Direktkandidat       | Partei               | Erststimmen in % | Gesamtstimmen in % | Veränderung der Gesamtstimmen im Vergleich zur Landtagswahl 2013 in % |
| -------------------- | -------------------- | ---------------- | ------------------ | --------------------------------------------------------------------- |
| Bernhard Seidenath   | CSU                  | 34,2             | 35,8               | - 14,6                                                                |
| Martin Güll          | SPD                  | 12,7             | 10,6               | - 11,9                                                                |
| Martina Purkhardt    | Freie Wähler         | 13,7             | 13,4               | + 5,0                                                                 |
| Thomas Kreß          | GRÜNE                | 15,9             | 17,1               | + 11,1                                                                |
| Frank Sommerfeld     | FDP                  | 5,9              | 5,4                | + 3,1                                                                 |
| Jonathan Westermeier | LINKE                | 2,2              | 2,2                | + 0,7                                                                 |
| Josef Paitner        | BP                   | 2,4              | 2,4                | - 1,0                                                                 |
| Christopher Hinz     | ÖDP                  | 1,7              | 1,7                | - 1,1                                                                 |
| Oliver Welter        | PIRATEN              | 0,6              | 0,6                | - 1,2                                                                 |
| Christopher Steier   | AfD                  | 9,2              | 9,1                | + 9,1                                                                 |
| Hans-Joachim Krüger  | mut                  | 0,4              | 0,4                | + 0,4                                                                 |
| -                    | Die Humanisten       | -                | 0,1                | + 0,1                                                                 |
| -                    | Die Partei           | -                | 0,2                | + 0,2                                                                 |
| -                    | Gesundheitsforschung | -                | 0,1                | + 0,1                                                                 |
| Michael Krämer       | Tierschutzpartei     | 1,1              | 1,1                | + 1,1                                                                 |
| -                    | V-Partei³            | -                | 0,1                | + 0,1                                                                 |

Der Stimmkreis wird im Landtag durch den direkt gewählten Stimmkreisabgeordneten Bernhard Seidenath (CSU) vertreten. Der bisherige SPD-Abgeordnete Martin Güll verpasste aufgrund der Verluste seiner Partei den Wiedereinzug in das Parlament.

## Landtagswahl 2013
Wahlberechtigt waren bei der Landtagswahl vom 15. September 2013 insgesamt 101.502 Einwohner. Die Wahlbeteiligung lag bei 69,3 %. Die Wahl hatte folgendes Ergebnis:
| Direktkandidat       | Partei       | Erststimmen in % | Gesamtstimmen in % | Veränderung der Gesamtstimmen im Vergleich zur Landtagswahl 2008 in % |
| -------------------- | ------------ | ---------------- | ------------------ | --------------------------------------------------------------------- |
| Bernhard Seidenath   | CSU          | 47,3             | 50,4               | + 10,0                                                                |
| Martin Güll          | SPD          | 23,4             | 22,5               | + 0,4                                                                 |
| Achim Liebl          | GRÜNE        | 5,4              | 6,0                | - 3,1                                                                 |
| Martina Purkhardt    | Freie Wähler | 10,0             | 8,3                | - 2,6                                                                 |
| Johannes Hohenthaner | FDP          | 2,1              | 2,3                | - 6,0                                                                 |
| Felix Schuster       | REP          | 1,1              | 1,0                | + 0,1                                                                 |
| Mechthild Hofner     | ÖDP          | 3,2              | 2,8                | + 0,7                                                                 |
| Josef Paintner       | BP           | 3,9              | 3,4                | + 1,5                                                                 |
| Alexander Wende      | PIRATEN      | 2,0              | 1,8                | + 1,8                                                                 |
| Reinhard Mosner      | LINKE        | 1,5              | 1,5                | - 1,8                                                                 |
|                      | BüSo         | .                | 0,0                | ±0,0                                                                  |

## Landtagswahl 2008
Bei der Landtagswahl 2008 waren im Stimmkreis 97.349 Einwohner wahlberechtigt. Die Wahlbeteiligung lag bei 61,5 %. Die Wahl hatte folgendes Ergebnis:
| Direktkandidat     | Partei       | Erststimmen in % | Gesamtstimmen in % | Veränderung der Gesamtstimmen im Vergleich zur Landtagswahl 2003 in % |
| ------------------ | ------------ | ---------------- | ------------------ | --------------------------------------------------------------------- |
| Bernhard Seidenath | CSU          | 38,1             | 40,4               | - 24,9                                                                |
| Martin Güll        | SPD          | 26,0             | 22,1               | + 5,5                                                                 |
| Michael Spielmann  | GRÜNE        | 7,1              | 9,1                | + 1,1                                                                 |
| Maria Kaltner      | Freie Wähler | 11,3             | 11,0               | + 6,6                                                                 |
| Rudi Siegl         | FDP          | 8,3              | 8,3                | + 6,1                                                                 |
| Felix Schuster     | REP          | 1,0              | 0,9                | + 0,4                                                                 |
| Mechthild Hofner   | ödp          | 2,2              | 2,1                | + 0,3                                                                 |
| Josef Paintner     | BP           | 2,0              | 1,9                | + 0,3                                                                 |
| -                  | BüSo         | -                | 0,0                | 0,0                                                                   |
| -                  | BB           | -                | -                  | 0,0                                                                   |
| Axel Mende         | LINKE        | 3,1              | 3,2                | + 3,2                                                                 |
| -                  | VIOLETTE     | -                | 0,1                | + 0,1                                                                 |
| Dietmar Genzel     | NPD          | 0,9              | 0,9                | + 0,9                                                                 |
| -                  | RRP          | -                | -                  | -                                                                     |